# Liste der Kakteenarten im Anhang I des Washingtoner Artenschutz-Übereinkommens

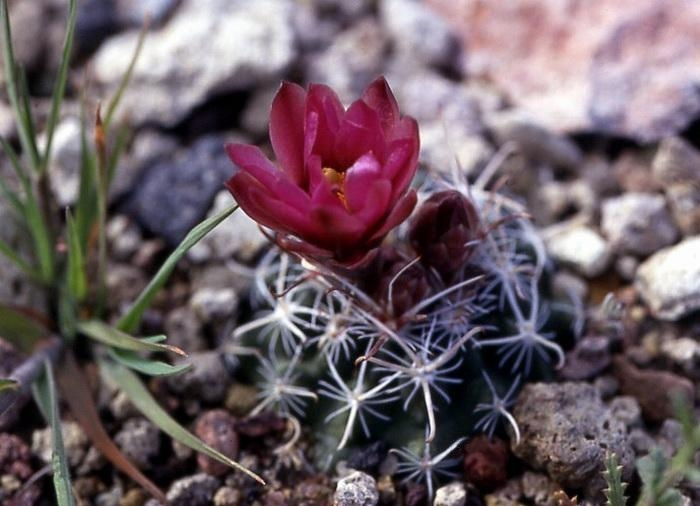
Als bisher letzte Kakteenart ist Sclerocactus nyensis seit 2003 durch den Anhang I geschützt.

Die Liste der Kakteenarten im Anhang I des Washingtoner Artenschutz-Übereinkommens enthält alle Arten und Unterarten aus der Pflanzenfamilie der Kakteengewächse, die im Anhang I des Washingtoner Artenschutz-Übereinkommens aufgeführt sind. In der seit 22. Mai 2009 geltenden Fassung des Anhang I sind etwa 100 Arten und Unterarten der Kakteengewächse enthalten.
Bereits zum Zeitpunkt des Inkrafttretens des Washingtoner Artenschutz-Übereinkommens am 1. Juli 1975 wurden alle Kakteenarten im Anhang II des Abkommens geführt. Diese Arten werden als möglicherweise von einem übermäßigen Handel in ihrer Existenz bedroht angesehen. Nur die Arten der Gattungen Pereskia, Quiabentia und Pereskiopsis sind gegenwärtig nicht durch das Abkommen geschützt.
Darüber hinaus sind viele Arten – darunter alle Arten der Gattungen Ariocarpus, Discocactus, Pelecyphora, Strombocactus, Turbinicarpus und Uebelmannia – durch die Aufnahme in den Anhang I zusätzlich geschützt. Von diesen Arten wird angenommen, dass der internationale Handel mit ihnen den Fortbestand dieser Arten ernstlich gefährdet. Der Handel mit ihnen ist daher zwischen den Mitgliedsstaaten des Washingtoner Artenschutz-Übereinkommen weitgehend untersagt und bedarf der Genehmigung.

## Liste
Die einzelnen Spalten haben folgende Bedeutung:
- Art bzw. Unterart: Bezeichnung der Art oder Unterart
- Zeitpunkt: Datum der Aufnahme in den Anhang I des Washingtoner Artenschutz-Übereinkommens
- Antragsteller: Mitgliedsland, das den Antrag zur Aufnahme in den Anhang I des Washingtoner Artenschutz-Übereinkommens gestellt hat
- Bild: Foto der Art bzw. Unterart

| Art bzw. Unterart                                                               | Zeitpunkt     | Antragsteller          | Bild |
| ------------------------------------------------------------------------------- | ------------- | ---------------------- | ---- |
| Ariocarpus agavoides                                                            | 6. Juni 1981  | Vereinigte Staaten     |      |
| Ariocarpus fissuratus subsp. bravoanus                                          | 11. Juni 1992 | Niederlande            |      |
| Ariocarpus fissuratus subsp. fissuratus                                         | 11. Juni 1992 | Niederlande            |      |
| Ariocarpus fissuratus subsp. hintonii                                           | 11. Juni 1992 | Niederlande            |      |
| Ariocarpus kotschoubeyanus                                                      | 11. Juni 1992 | Niederlande            |      |
| Ariocarpus retusus subsp. trigonus                                              | 29. Juli 1983 | Vereinigte Staaten     |      |
| Ariocarpus scaphirostris                                                        | 6. Juni 1981  | Vereinigte Staaten     |      |
| Astrophytum asterias                                                            | 22. Okt. 1987 | Vereinigtes Königreich |      |
| Aztekium ritteri                                                                | 6. Juni 1981  | Vereinigte Staaten     |      |
| Coryphantha werdermannii                                                        | 29. Juli 1983 | Vereinigte Staaten     |      |
| Discocactus bahiensis subsp. bahiensis                                          | 11. Juni 1992 | Brasilien              |      |
| Discocactus bahiensis subsp. subviridigriseus                                   | 11. Juni 1992 | Brasilien              |      |
| Discocactus ferricola                                                           | 11. Juni 1992 | Brasilien              |      |
| Discocactus heptacanthus subsp. catingicola                                     | 11. Juni 1992 | Brasilien              |      |
| Discocactus heptacanthus subsp. magnimammus                                     | 11. Juni 1992 | Brasilien              |      |
| Discocactus horstii                                                             | 11. Juni 1992 | Brasilien              |      |
| Discocactus placentiformis                                                      | 11. Juni 1992 | Brasilien              |      |
| Discocactus pseudoinsignis                                                      | 11. Juni 1992 | Brasilien              |      |
| Discocactus zehntneri subsp. boomianus                                          | 11. Juni 1992 | Brasilien              |      |
| Discocactus zehntneri subsp. zehntneri                                          | 11. Juni 1992 | Brasilien              |      |
| Echinocereus ferreirianus subsp. lindsayi                                       | 6. Juni 1981  | Vereinigte Staaten     |      |
| Echinocereus schmollii                                                          | 29. Juli 1983 | Vereinigte Staaten     |      |
| Escobaria minima                                                                | 29. Juli 1983 | Vereinigte Staaten     |      |
| Escobaria sneedii subsp. leei                                                   | 29. Juli 1983 | Vereinigte Staaten     |      |
| Escobaria sneedii subsp. sneedii                                                | 29. Juli 1983 | Vereinigte Staaten     |      |
| Mammillaria pectinifera                                                         | 29. Juli 1983 | Vereinigte Staaten     |      |
| Mammillaria solisioides                                                         | 29. Juli 1983 | Vereinigte Staaten     |      |
| Melocactus conoideus                                                            | 11. Juni 1992 | Brasilien              |      |
| Melocactus deinacanthus                                                         | 11. Juni 1992 | Brasilien              |      |
| Melocactus glaucescens                                                          | 11. Juni 1992 | Brasilien              |      |
| Melocactus paucispinus                                                          | 6. Juni 1981  | Brasilien              |      |
| Obregonia denegrii                                                              | 6. Juni 1981  | Vereinigte Staaten     |      |
| Pachycereus militaris                                                           | 29. Juli 1983 | Vereinigte Staaten     |      |
| Pediocactus bradyi subsp. bradyi                                                | 29. Juli 1983 | Vereinigte Staaten     |      |
| Pediocactus bradyi subsp. despainii                                             | 29. Juli 1983 | Vereinigte Staaten     |      |
| Pediocactus bradyi subsp. winkleri                                              | 29. Juli 1983 | Vereinigte Staaten     |      |
| Pediocactus knowltonii                                                          | 29. Juli 1983 | Vereinigte Staaten     |      |
| Pediocactus paradinei                                                           | 29. Juli 1983 | Vereinigte Staaten     |      |
| Pediocactus peeblesianus subsp. fickeisenii                                     | 29. Juli 1983 | Vereinigte Staaten     |      |
| Pediocactus peeblesianus subsp. peeblesianus                                    | 29. Juli 1983 | Vereinigte Staaten     |      |
| Pediocactus sileri                                                              | 29. Juli 1983 | Vereinigte Staaten     |      |
| Pelecyphora aselliformis                                                        | 6. Juni 1981  | Vereinigte Staaten     |      |
| Pelecyphora strobiliformis                                                      | 6. Juni 1981  | Vereinigte Staaten     |      |
| Sclerocactus brevihamatus subsp. tobuschii                                      | 29. Juli 1983 | Vereinigte Staaten     |      |
| Sclerocactus erectocentrus                                                      | 29. Juli 1983 | Vereinigte Staaten     |      |
| Sclerocactus glaucus                                                            | 29. Juli 1983 | Vereinigte Staaten     |      |
| Sclerocactus mariposensis                                                       | 29. Juli 1983 | Vereinigte Staaten     |      |
| Sclerocactus mesae-verdae                                                       | 29. Juli 1983 | Vereinigte Staaten     |      |
| Sclerocactus nyensis                                                            | 13. Feb. 2003 | Vereinigte Staaten     |      |
| Sclerocactus papyracanthus                                                      | 29. Juli 1983 | Vereinigte Staaten     |      |
| Sclerocactus pubispinus                                                         | 29. Juli 1983 | Vereinigte Staaten     |      |
| Sclerocactus wrightiae                                                          | 29. Juli 1983 | Vereinigte Staaten     |      |
| Strombocactus disciformis                                                       | 29. Juli 1983 | Vereinigte Staaten     |      |
| Turbinicarpus alonsoi                                                           | 11. Juni 1992 | Vereinigte Staaten     |      |
| Turbinicarpus dickisoniae                                                       | 11. Juni 1992 | Vereinigte Staaten     |      |
| Turbinicarpus gielsdorfianus                                                    | 11. Juni 1992 | Vereinigte Staaten     |      |
| Turbinicarpus hoferi                                                            | 11. Juni 1992 | Vereinigte Staaten     |      |
| Turbinicarpus horripilus                                                        | 11. Juni 1992 | Vereinigte Staaten     |      |
| Turbinicarpus jauernigii                                                        | 11. Juni 1992 | Vereinigte Staaten     |      |
| Turbinicarpus laui                                                              | 11. Juni 1992 | Vereinigte Staaten     |      |
| Turbinicarpus lophophoroides                                                    | 11. Juni 1992 | Vereinigte Staaten     |      |
| Turbinicarpus mandragora subsp. beguinii                                        | 11. Juni 1992 | Vereinigte Staaten     |      |
| Turbinicarpus mandragora subsp. booleanus                                       | 11. Juni 1992 | Vereinigte Staaten     |      |
| Turbinicarpus mandragora subsp. mandragora                                      | 11. Juni 1992 | Vereinigte Staaten     |      |
| Turbinicarpus mandragora subsp. subterraneus                                    | 11. Juni 1992 | Vereinigte Staaten     |      |
| Turbinicarpus mandragora subsp. zaragosae                                       | 11. Juni 1992 | Vereinigte Staaten     |      |
| Turbinicarpus pseudomacrochele subsp. krainzianus                               | 11. Juni 1992 | Vereinigte Staaten     |      |
| Turbinicarpus pseudomacrochele subsp. pseudomacrochele                          | 29. Juli 1983 | Vereinigte Staaten     |      |
| Turbinicarpus pseudopectinatus                                                  | 29. Juli 1983 | Vereinigte Staaten     |      |
| Turbinicarpus roseiflorus                                                       | 11. Juni 1992 | Vereinigte Staaten     |      |
| Turbinicarpus saueri subsp. knuthianus                                          | 11. Juni 1992 | Vereinigte Staaten     |      |
| Turbinicarpus saueri subsp. nelissae                                            | 11. Juni 1992 | Vereinigte Staaten     |      |
| Turbinicarpus saueri subsp. saueri                                              | 11. Juni 1992 | Vereinigte Staaten     |      |
| Turbinicarpus saueri subsp. ysabelae                                            | 11. Juni 1992 | Vereinigte Staaten     |      |
| Turbinicarpus schmiedickeanus subsp. andersonii                                 | 11. Juni 1992 | Vereinigte Staaten     |      |
| Turbinicarpus schmiedickeanus subsp. bonatzii                                   | 11. Juni 1992 | Vereinigte Staaten     |      |
| Turbinicarpus schmiedickeanus subsp. flaviflorus                                | 29. Juli 1983 | Vereinigte Staaten     |      |
| Turbinicarpus schmiedickeanus subsp. gracilis                                   | 29. Juli 1983 | Vereinigte Staaten     |      |
| Turbinicarpus schmiedickeanus subsp. klinkerianus                               | 29. Juli 1983 | Vereinigte Staaten     |      |
| Turbinicarpus schmiedickeanus subsp. macrochele                                 | 29. Juli 1983 | Vereinigte Staaten     |      |
| Turbinicarpus schmiedickeanus subsp. rioverdensis                               | 11. Juni 1992 | Vereinigte Staaten     |      |
| Turbinicarpus schmiedickeanus subsp. rubriflorus                                | 11. Juni 1992 | Vereinigte Staaten     |      |
| Turbinicarpus swobodae                                                          | 11. Juni 1992 | Vereinigte Staaten     |      |
| Turbinicarpus valdezianus                                                       | 29. Juli 1983 | Vereinigte Staaten     |      |
| Turbinicarpus viereckii subsp. major                                            | 11. Juni 1992 | Vereinigte Staaten     |      |
| Turbinicarpus viereckii subsp. viereckii                                        | 11. Juni 1992 | Vereinigte Staaten     |      |
| Turbinicarpus × mombergeri =Turbinicarpus laui × Turbinicarpus pseudopectinatus | 11. Juni 1992 | Vereinigte Staaten     |      |
| Uebelmannia buiningii                                                           | 11. Juni 1992 | Brasilien              |      |
| Uebelmannia gummifera subsp. gummifera                                          | 11. Juni 1992 | Brasilien              |      |
| Uebelmannia gummifera subsp. meninensis                                         | 11. Juni 1992 | Brasilien              |      |
| Uebelmannia pectinifera subsp. flavispina                                       | 11. Juni 1992 | Brasilien              |      |
| Uebelmannia pectinifera subsp. horrida                                          | 11. Juni 1992 | Brasilien              |      |
| Uebelmannia pectinifera subsp. pectinifera                                      | 11. Juni 1992 | Brasilien              |      |

Disocactus macdougallii, der am 29. Juli 1983 in den Anhang I aufgenommen wurde, ist seit dem 19. Juli 2000 wieder in den Anhang II zurückgestuft.